# گروه کورنلند
گروه کورنلند (انگلیسی: Kverneland Group) شرکت کشاورزی نروژی است، که در سال ۱۸۷۹ تأسیس شد.